# Parafia Matki Bożej Bieszczadzkiej w Jasieniu-Ustrzykach Dolnych
Parafia Matki Bożej Bieszczadzkiej w Ustrzykach Dolnych-Jasieniu – parafia rzymskokatolicka pod wezwaniem Matki Bożej Bieszczadzkiej w Ustrzykach Dolnych, należąca do dekanatu Ustrzyki Dolne w archidiecezji przemyskiej. 

## Historia
W 1494 roku wieś Jasień otrzymała rodzina Ustrzyckich, a w 1559 roku ponownie wieś lokowano na prawie wołoskim. W 1624 roku wieś ucierpiała podczas najazdu Tatarów.
W 1664 roku Stanisław Ustrzycki ufundował drewniany kościół i erygowana została parafia. W 1740 roku zbudowano murowany kościół w stylu barokowym, który 15 sierpnia 1743 roku został konsekrowany przez bpa Wacława Hieronima Sierakowskiego pw. Wniebowzięcia Najświętszej Maryi Panny.
W 1938 roku na terenie parafii Jasień było 2461 wiernych, w miejscowościach: Jasień, Ustrzyki Dolne, Bandrów Kolonia, Berehy Dolne, Siegenthal, Dźwiniacz, Gałówka, Hoszów, Hoszowczyk, Jałowe, Zamłynie, Krościenko, Liskowate, Łodynia, Moczary, Nanowa, Rabe, Równia, Stebnik, Steinfels, Strwiążyk, Ustianowa, Wolica, Obersdorf, Zadwórze.
W 1944 roku tereny te zostały włączone do ZSRR. W 1951 roku na podstawie umowy o wymianie terytorium pomiędzy PRL i ZSRR, po sześciu latach tereny te wróciły do Polski.
7 lipca 1968 roku decyzją bpa Ignacego Tokarczuka zostało utworzone Sanktuarium Matki Bożej Bieszczadzkiej. W 1968 roku abp kard Karol Wojtyła dokonał instalacji obrazu Matki Bożej Rudeckiej. W 1971 roku parafię przejęli księża Michalici. W 1992 roku obraz został skradziony. W 1994 r. jego wierną kopię wykonał Iwan Suchij. 2 lipca 2006 r. kopię koronował arcybiskup przemyski Józef Michalik.
Na terenie parafii jest 1 800 wiernych (w tym: Ustrzyki Dolne ( ul. Bieszczadzka, Dwernickiego, Jasień) – 500, Bandrów – 410, Hoszów – 255, Hoszowczyk – 125, Jałowe – 155, Moczary – 155, Zadwórze – 70, Dom Pomocy Społecznej w Moczarach – 100.
Parafia w Jasieniu obchodzi odpust w pierwszą niedzielę lipca oraz 15 sierpnia na Wniebowzięcie Najświętszej Maryi Panny.
Proboszczowie parafii
Proboszczami parafii na przestrzeni dziejów byli m.in.: ks. Andrzej Baruciński, ks. Tomasz Błaz, ks. Franciszek Cieszyński, ks. Józef Putałkiewicz, ks. Wincenty Krigsein, ks. Jakub Wojnar, ks. Jakub Stasiowski (1894–1928), ks. adm. Stanisław Cieszanowski (1928–1929), ks. Jan Kolanko (1929–1958), ks. Tadeusz Niemiec (administrator), ks. Ryszard Mucha (1968–1971), ks. Tadeusz Ruszkowski CSMA (od 1974), ks. Roman Włodarczyk CSMA (od 1981), ks. Robert Giza CSMA (do 2008), ks. Andrzej Mroczkowski CSMA (2008–?), ks. Leopold Powierża CSMA, ks. Józef Ślusarczyk CSMA (od 2020).

## Kościoły filialne
- Bandrów – od 1971 roku księża Michalici zaczęli odprawiać msze święte niedzielne w terenie. W 1974 roku zbudowano przeniesioną drewnianą cerkiew z Jasienia, która 22 czerwca 1975 roku została poświęcona przez bpa Ignacego Tokarczuka jako kościół filialny pw. św. Andrzeja Boboli[3].
- Hoszów – w 1977 roku wyremontowano dawną cerkiew i zaadaptowano na kościół filialny, który został 1 lipca 1978 roku poświęcony przez bpa Ignacego Tokarczuka pw. bł. Bronislawy[3].
- Hoszowczyk – w 1957 roku zaadaptowano miejscową cerkiew na kościół filialny pw. Narodzenia Najświętszej Maryi Panny[3].
- Jałowe – dawną cerkiew zaadaptowano na kościół filialny pw. św. Mikołaja[3].
- Moczary – w 1991 roku rozpoczęto remont dawnej cerkwi, a w 1995 roku została zaadaptowana na kościół filialny pw. Niepokalanego Serca Najświętszej Maryi Panny. W 1992 roku w miejscowym Domu Pomocy Społecznej zbudowano kaplicę pw. Najświętszego Serca Pana Jezusa[3].

## Galeria

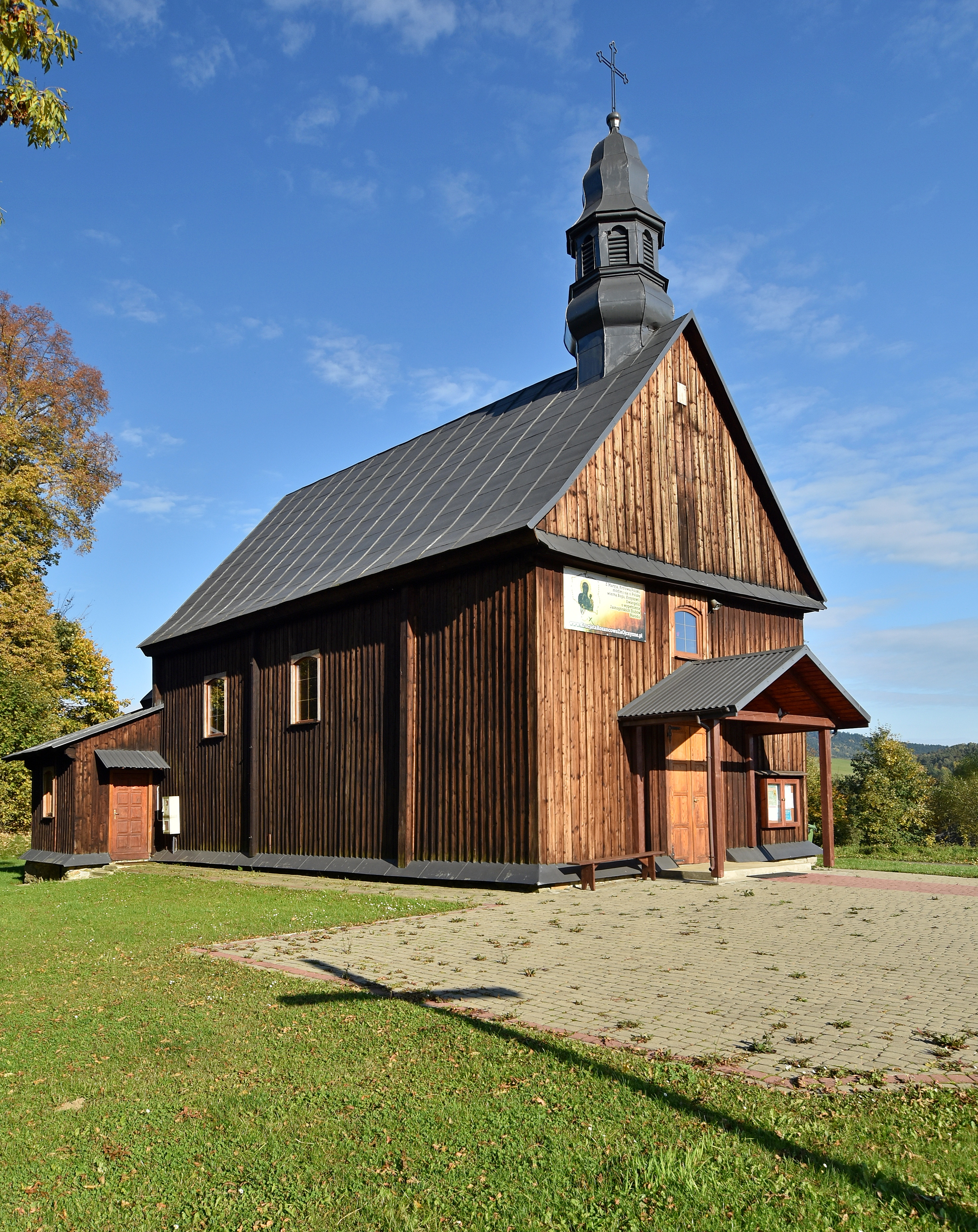
Cerkiew św. Michała Archanioła w Bandrowie Narodowym, obecnie kościół filialny św. Andrzeja Boboli
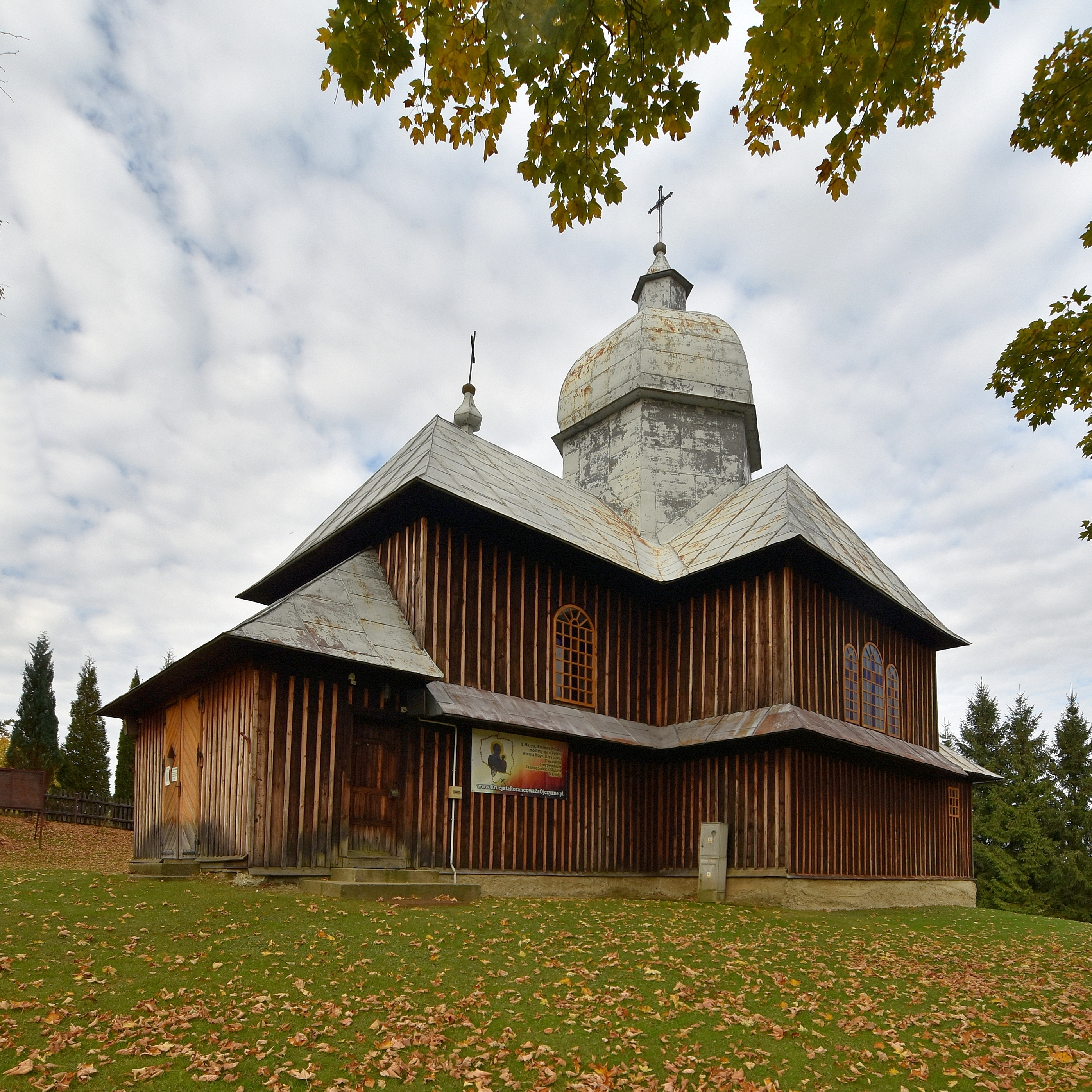
Cerkiew Narodzenia Matki Bożej w Hoszowczyku, obecnie kościół filialny Narodzenia NMP
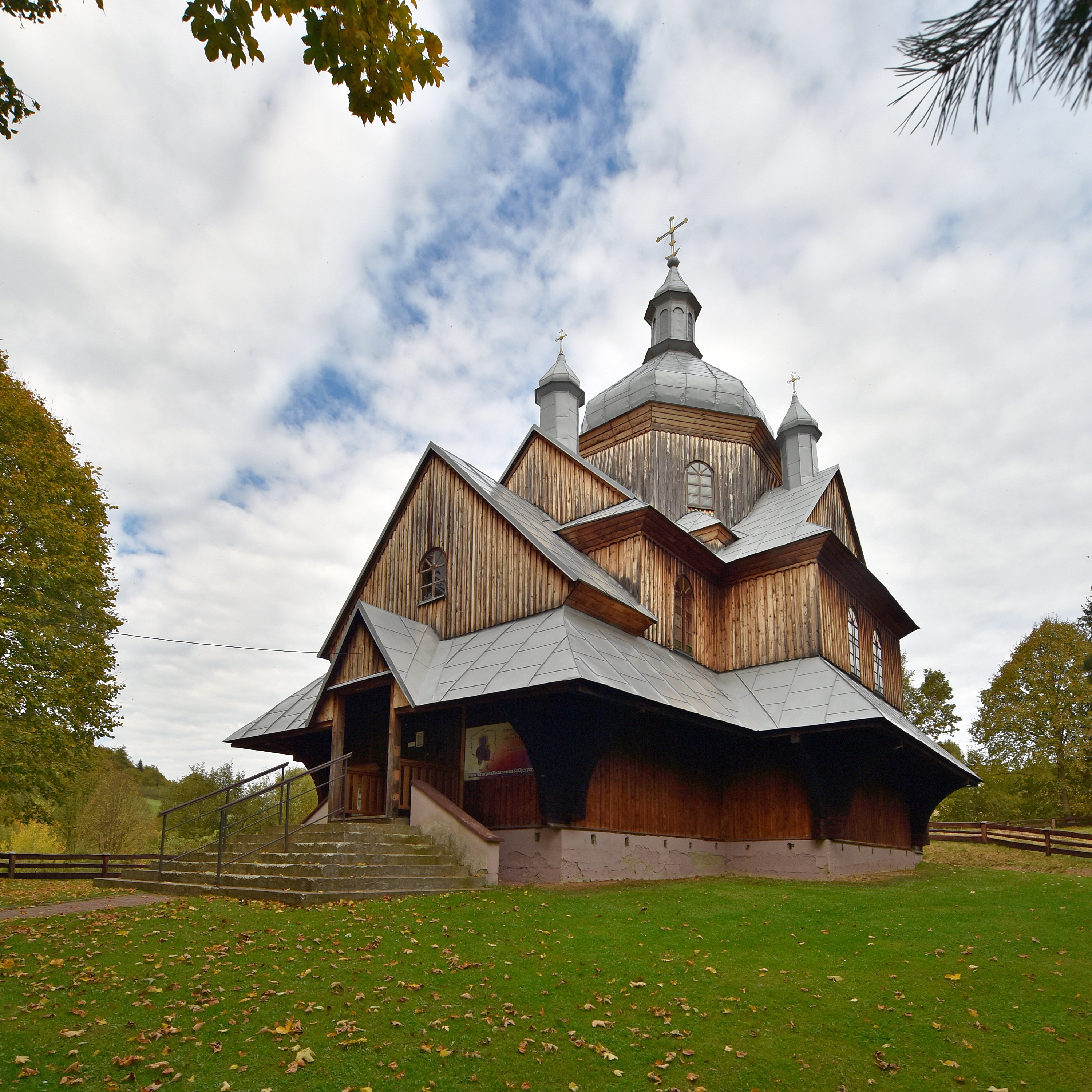
Cerkiew św. Mikołaja w Hoszowie (XX wiek), obecnie kościół filialny bł. Bronisławy
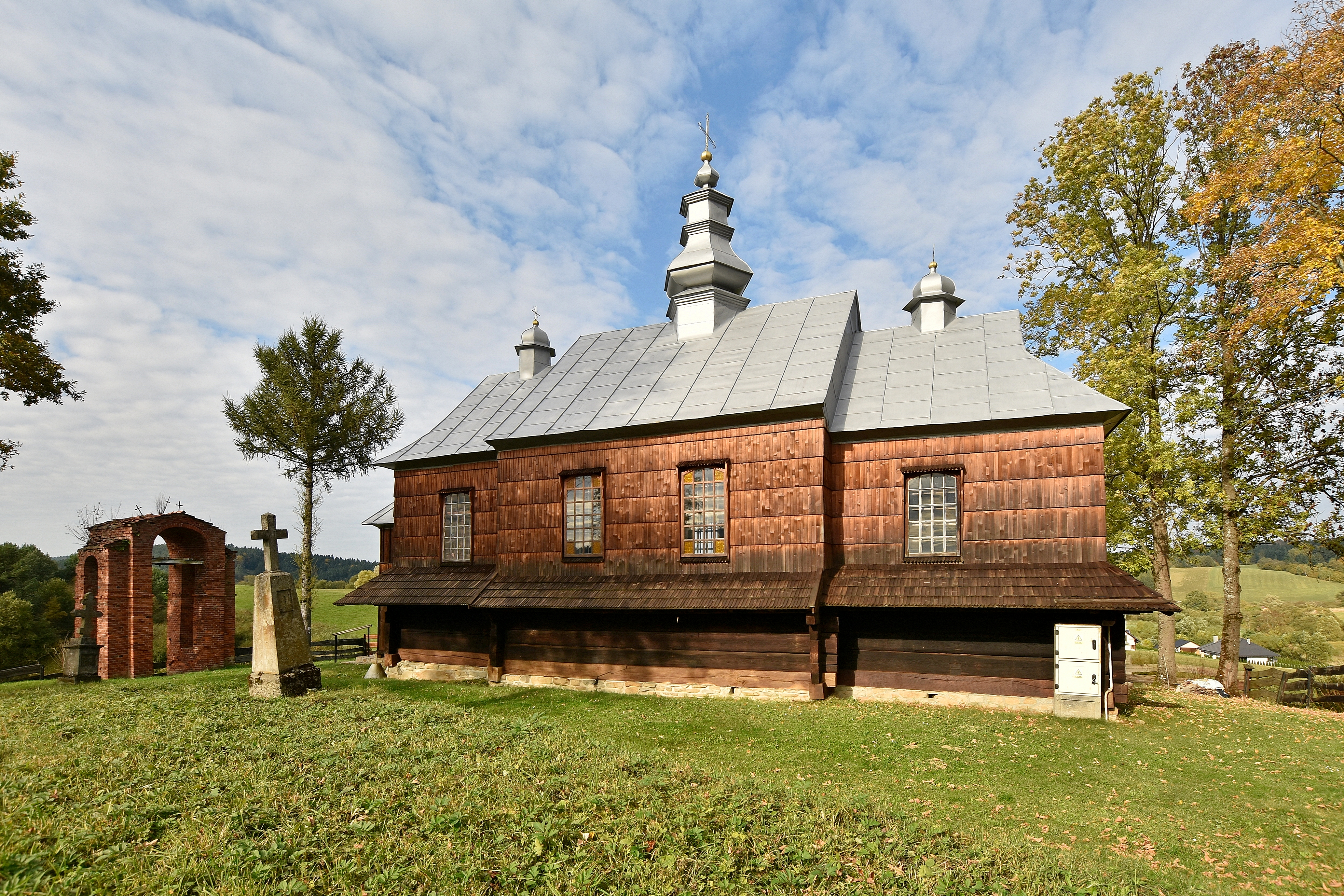
Cerkiew św. Mikołaja w Jałowem, obecnie kościół filialny św. Mikołaja
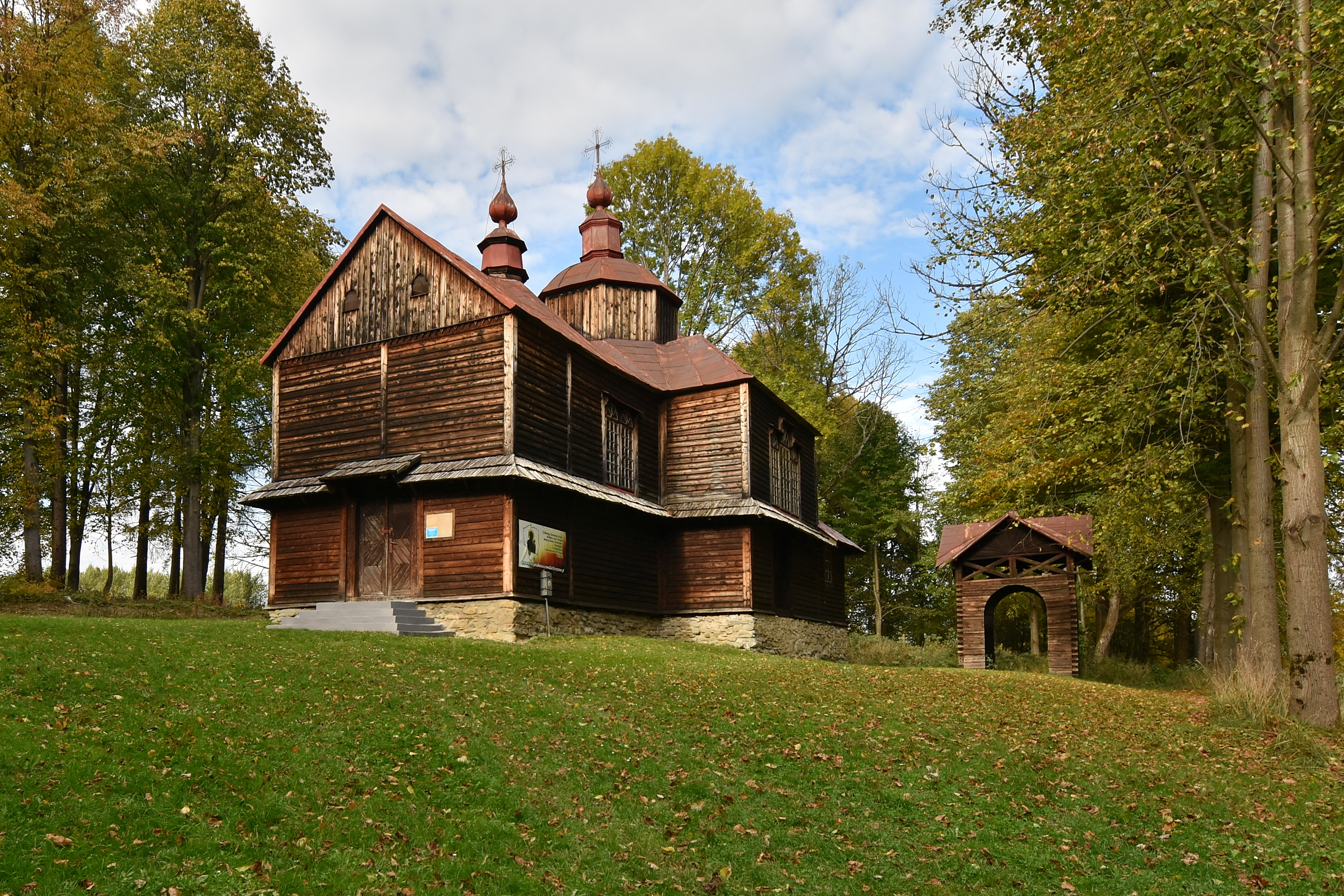
Cerkiew Przeniesienia Relikwii św. Mikołaja w Moczarach, obecnie kościół filialny Najświętszego Serca Pana Jezusa